# Grote Offensief
Het Grote Offensief (Turks: Büyük Taarruz) was de grootste en laatste militaire operatie van de Turkse Onafhankelijkheidsoorlog, gevochten tussen de Turkse strijdkrachten loyaal aan het Grote Nationale Assemblee van Turkije en het Koninkrijk van Griekenland, tijdens de Grieks-Turkse Oorlog. Het offensief begon op 26 augustus 1922 met de Slag om Dumlupınar, op 9 september bereikten de Turkse troepen de zee met de bevrijding van İzmir. Het eindigde op 18 september 1922 met de bevrijding van Erdek en Biga. De Turken hadden ongeveer 104.000 man bijeengebracht, het grootste aantal sinds de start van de oorlog, om met het offensief op 26 augustus het Griekse leger van meer dan 200.000 man uit West-Anatolië te verdrijven. Er begon een achtervolging op een 400 kilometer breed front.
De Turkse eenheden marcheerden tien dagen lang (van 31 augustus tot 9 september) over een afstand van 300 km terwijl ze de strijd aangingen met de Griekse troepen. Het Turkse leger ontbrak gemotoriseerde voertuigen; de strijdkrachten bestonden uit infanterie en cavalerie-eenheden, en er werd logistieke ondersteuning verleend door een leveringssysteem gebaseerd op ossenkarren. Binnen twee weken dreef het Turkse leger de Griekse troepen uit Anatolië. Van 26 augustus tot en met 9 september achtervolgden de Turkse troepen de vluchtende Griekse troepen over een afstand van 400 km naar İzmir, welke later werd verlaten door de Griekse troepen. De Griekse bezetting van İzmir, die begon in mei 1919, eindigde op 9 september 1922 met de bevrijding van İzmir. Het Grote Offensief eindigde op 18 september 1922 met de bevrijding van Erdek en Biga. De onthutsende nederlaag veroorzaakte grote ontevredenheid binnen het Griekse leger en een algemeen verlies van moraal, die leidde tot onwil om te blijven vechten. Bovendien werden talloze Griekse divisies omsingeld en vernietigd als effectieve gevechtseenheden wat ervoor zorgden dat het Griekse leger zijn offensieve capaciteiten had verloren. Hierdoor waren zij niet in staat om op een gecontroleerde manier de terugtrekking te organiseren, wat leidde tot een groot aantal Griekse krijgsgevangenen.

## Het offensief
Nadat Mustafa Kemal Atatürk opdracht gaf aan de Turkse landmacht, begon het grootste gedeelte van het Turkse leger zich te bewegen richting İzmir en een tweede groep strijdkrachten begon zich te bewegen van Eskişehir naar Bursa. Op 7 september had het Turkse leger Aydın, Germencik en Kuşadası onder controle. Op 16 september vertrokken de laatste Griekse troepen uit Çeşme, twee dagen later verliet het Griekse IIIe legerkorps uit Erdek. De Britse stafchef drukte zijn bewondering uit voor de Turkse militaire operatie.

## Galerij

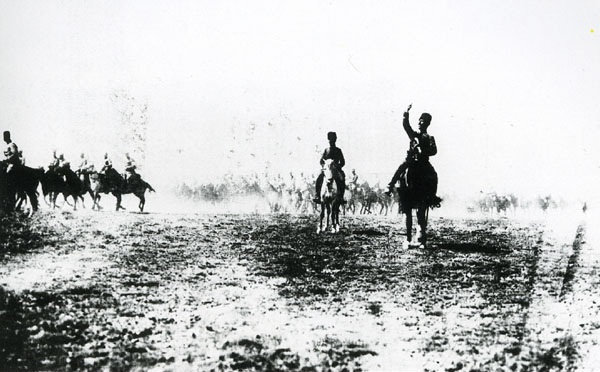
Turkse cavalerie tijdens een veldslag
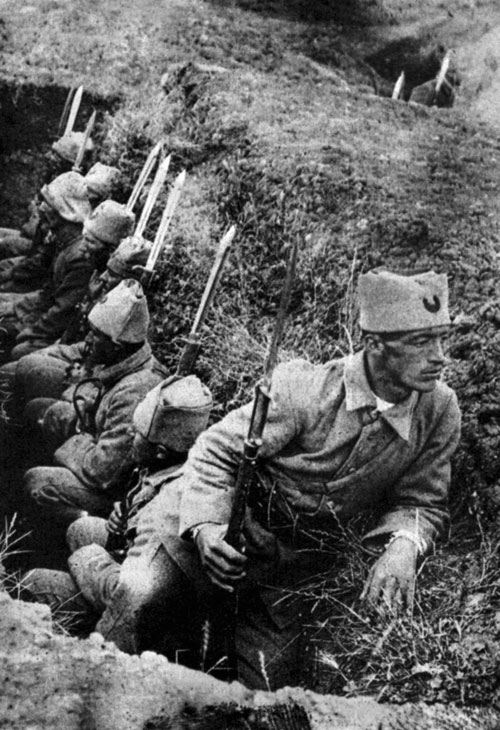
Turkse infanterie in een loopgraaf
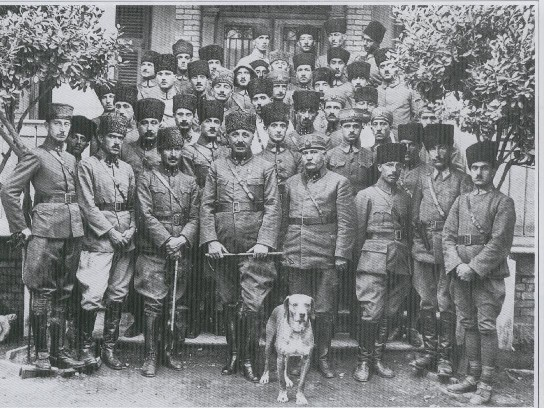
Fahrettin Altay en officieren van het Cavalerie V Legerkorps
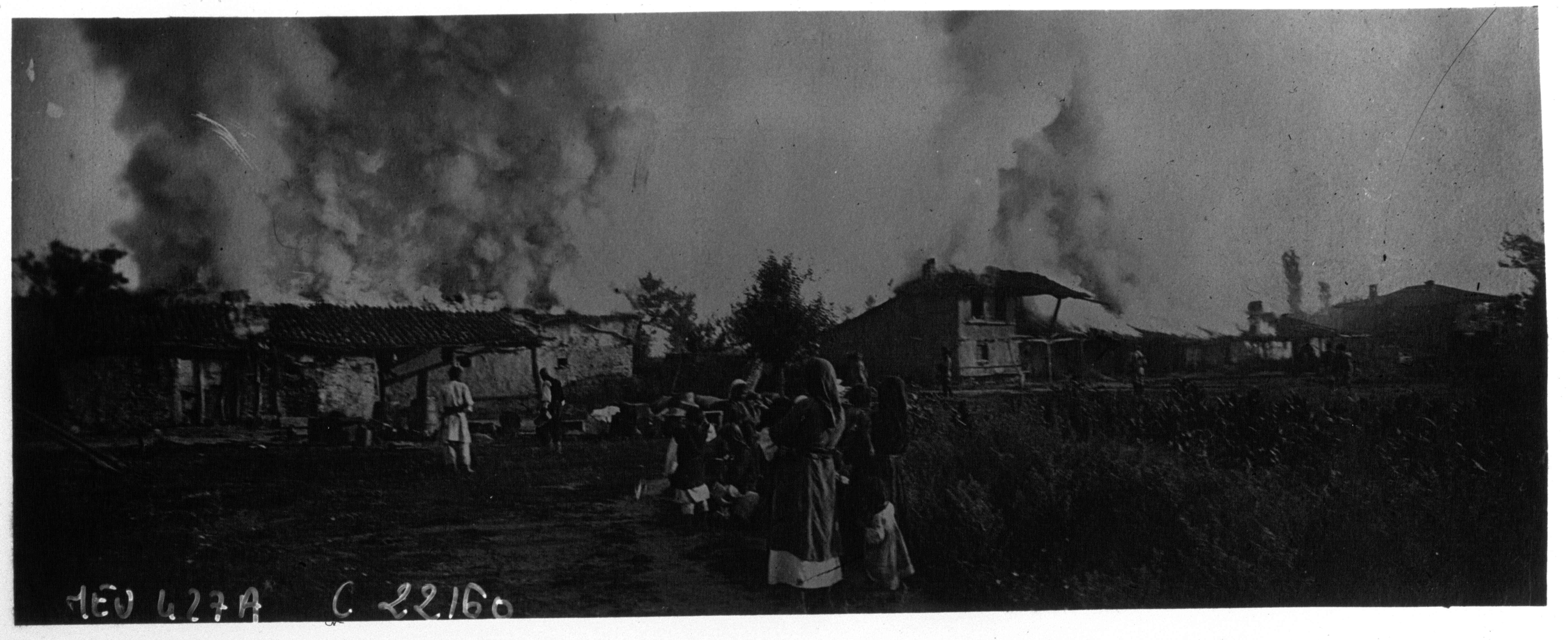
Een Turkse dorp platgebrand door terugtrekkende Griekse troepen.
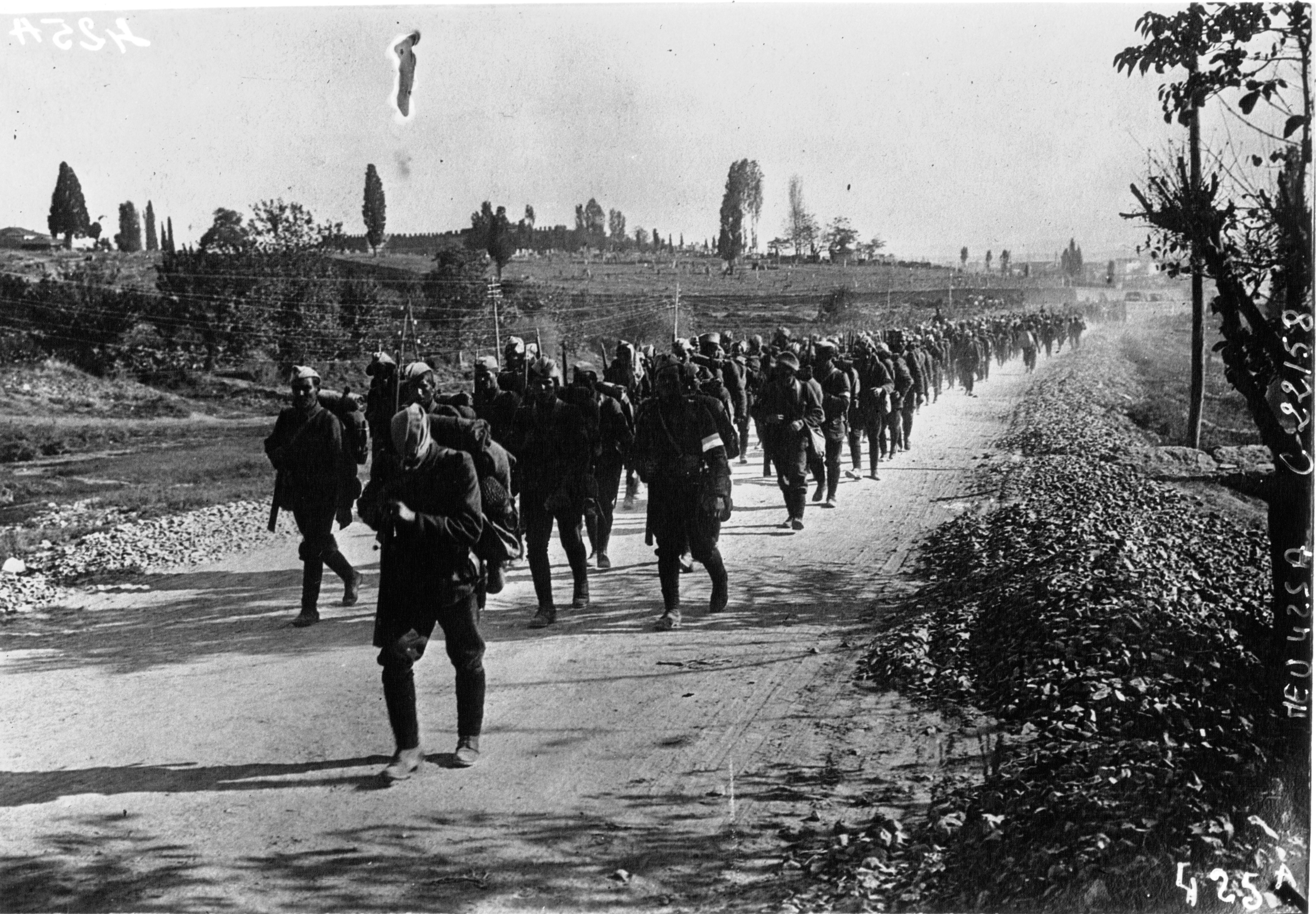
Terugtrekkende Griekse soldaten
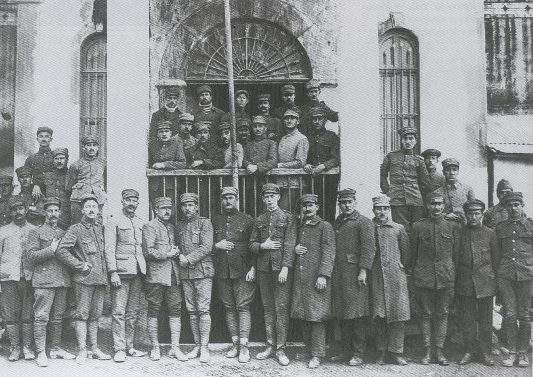
Griekse krijgsgevangen officieren in Ankara